# جبريل ريتشارد
جبريل ريتشارد (بالفرنسية: Gabriel Richard)‏ هو سياسي أمريكي وفرنسي، ولد في 15 أكتوبر 1767 في فرنسا، وتوفي في 13 سبتمبر 1832 في الولايات المتحدة. وهو من مؤسسين جامعة ميشيغان.